# Staggers Rail Act
Der Staggers Rail Act ist ein am 14. Oktober 1980 von US-Präsident Jimmy Carter unterzeichnetes Bundesgesetz in den Vereinigten Staaten. Mit dem Gesetz wurde eine umfassende Deregulierung der amerikanischen Eisenbahnbranche eingeleitet und die Bestimmungen des Interstate Commerce Act von 1887 aufgehoben. Die Bahngesellschaften wurden insbesondere von den Beschränkungen bei der Tariffestsetzung und der Netzbedienung befreit.
Das Gesetz war nach dem Railroad Revitalization and Regulatory Reform Act die zweite wichtige Rechtssetzung, die sich mit der Neuordnung des Eisenbahnwesens im ausgehenden 20. Jahrhundert in den USA befasste. Es wurde nach Harley Orrin Staggers benannt, einem Kongressabgeordneten aus West Virginia, der dem Komitee für zwischenstaatlichen und ausländischen Handel vorsaß. Dies war das erste Mal in der amerikanischen Geschichte, dass der Name des Förderers des Gesetzes offiziell im Namen verankert wurde. Die gemeinsprachliche Benennung war allerdings schon länger Praxis (Jones Act).
Das Gesetz hat im Bereich des Schienengüterverkehrs erhebliche Veränderungen bewirkt. Bei den großen Class 1 Bahnen setzte eine starke Kapitalkonzentration ein: Die Zahl dieser Bahnen halbierte sich von 1980 bis 2000 durch Zusammenschlüsse von 16 auf 8. Trotz Verfall der Frachtraten und Rückgang der Güterverkehrserträge konnte mit der Senkung der Betriebskosten eine Steigerung der Produktivität um über 250 % erreicht werden.